# Marco Jakobs
Marco Jakobs (n. 30 mai 1974, Unna, Republica Federală Germania, Germania) este un bober ce a reprezentat Germania, medaliat olimpic. A participat la o ediție a Jocurilor Olimpice (1998) în care a câștigat o medalie de aur.

## Participări
Lista de mai jos prezintă principalele competiții la care a participat Marco Jakobs de-a lungul carierei.
- bobsleigh at the 1998 Winter Olympics[*]